# 三原弟平 (ドイツ文学者)
三原 弟平（みはら おとひら、1946年 - ）は、日本のドイツ文学者。京都大学名誉教授。
山口県生まれ。1970年京都大学独文科卒、1972年同大学院修士課程修了、神戸大学教養部講師、京大教養部助教授、教授、総合人間科学部教授。2010年定年退任。

## 著書
- 『カフカ・エッセイ カフカをめぐる七つの試み』平凡社、1990
- 『カフカとサーカス』白水社、1991
- 『カフカ『変身』注釈』平凡社、1995
- 『ベンヤミンの使命』河出書房新社、1995
- 『思想家たちの友情 アドルノとベンヤミン』白水社、2000
- 『ベンヤミンと女たち』青土社、2003
- 『カフカ『断食芸人』〈わたし〉のこと』みすず書房、2005 理想の教室
- 『ベンヤミンと精神分析 ボードレールからラカンへ』水声社、2009

### 翻訳
- 『カフカ最後の手紙』ヨーゼフ・チェルマーク、マルチン・スヴァトス編 白水社、1993
- テオドール・W・アドルノ『プリズメン』渡辺祐邦共訳 ちくま学芸文庫、1996

## 参考
- 『カフカ『変身』注釈』著者紹介